# 보고서

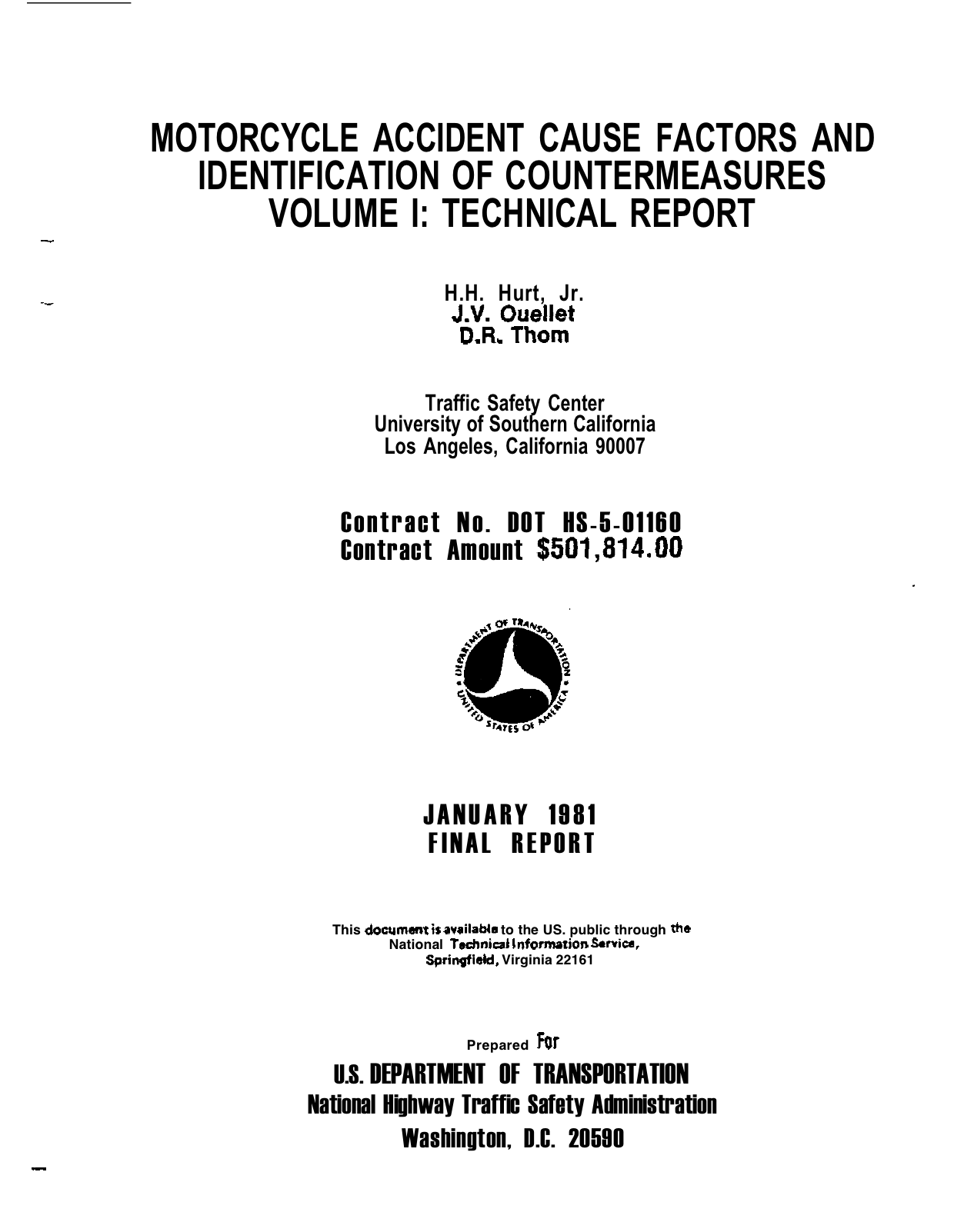
보고서의 첫 장의 예.

보고서(報告書) 또는 리포트(report)는 특정한 정보 전달을 목적으로, 또는 프레젠테이션 형식으로 특정한 사건을 이야기할 목적으로 작성된 작업물(글, 연설, 텔레비전, 영화)이다.

## 용도
보고서에는 사회의 중요 단체 중 다수의 정보적 요구를 채운다. 보고서는 의사 결정에 쓸 수 있는 정보 추적을 위해 사용된다. 글로 작성된 보고서는 특정 독자를 대상으로 핵심적인 내용으로 채운 문서이다. 보고서는 정부, 비즈니스, 교육, 과학 등의 분야에 쓰이며 실험, 탐구, 질의의 결과를 보여주기 위해서도 종종 사용된다.

## 특성
보고서는 그래픽, 그림, 음성, 전문 용어 등의 특징이 있으며 특정 청중이 조치를 할 수 있도록 설득하기 위해 존재한다. 보고서를 표현하는 가장 흔한 형식들 가운데 하나가 바로 IMRAD(Introduction, Methods, Results and Discussion)이다.

## 종류
보고서의 예는 다음과 같다:
- 북 리포트
- 소매 보고서
- 인구 조사 보고서
- 신용정보
- 인구 통계 보고서
- 비용
- 경험 보고서
- 점검 보고서
- 군사 보고서
- 경찰 보고서
- 정책 보고서
- 성적표
- 권고 보고서
- 과학 보고서[2]
- 여행 보고서
- 백서

## 같이 보기
- 고객 관계 관리
- 의사결정 지원 시스템
- 기업 응용 프로그램 통합
- 전사적 자원 관리
- 경영 정보 시스템